# جوزيبي داماتو
جوزيبي داماتو (بالإيطالية: Giuseppe D'Amato)‏ هو صحفي ومؤرخ وكاتب إيطالي، ولد في 25 مايو 1961 في اوتاتي في إيطاليا.